# Wil Boessen
Wil Boessen (Sittard, 3 maggio 1964) è un allenatore di calcio ed ex calciatore olandese, di ruolo difensore, tecnico dello Jong PSV.

## Palmarès

### Giocatore

#### Competizioni nazionali
- Eerste Divisie: 1

Fortuna Sittard: 1994-1995